# Paradosso di Banach-Tarski

Decomposizione di una sfera in due sfere, alla base del paradosso

Il paradosso di Banach-Tarski, o paradosso di Hausdorff-Banach-Tarski è stato dimostrato per la prima volta da Stefan Banach e Alfred Tarski nel 1924. È il risultato noto come «raddoppiamento della sfera», con cui si stabilisce che, adoperando l'assioma della scelta, è possibile prendere una sfera nello spazio a tre dimensioni, suddividerla in un insieme finito di pezzi non misurabili e, utilizzando solo rotazioni e traslazioni, riassemblare i pezzi in modo da ottenere due sfere dello stesso raggio della sfera originale. 

## Descrizione
Con questo risultato, Banach e Tarski intendevano fornire argomenti a sostegno della loro decisione di non avvalersi dell'assioma della scelta e speravano di spingere alle medesime conclusioni gli altri matematici dell'epoca. Contrariamente a quanto da loro auspicato, tuttavia, la maggior parte dei matematici preferisce utilizzare tale assioma e vedere nel risultato paradossale di Banach e Tarski semplicemente un risultato controintuitivo (e tuttavia di per sé non contraddittorio).
Il paradosso mostra che non è possibile formulare una nozione di misura che da una parte si accordi con la classica nozione di volume (e che, quindi, sia invariante per roto-traslazioni) e che dall'altra possa essere applicata a tutti i sottoinsiemi dello spazio. 
Detto in altri termini: se della classica nozione di volume si vuole preservare la proprietà di invarianza roto-traslazionale, allora si deve rinunciare alla pretesa di misurare ogni sottoinsieme dello spazio, ovvero si deve accettare il fatto che esistano sottoinsiemi dello spazio per i quali la nozione di volume non è definita.
Difatti, il paradosso si spiega proprio con il fatto che alcuni dei pezzi in cui risulta suddivisa la prima sfera risultano essere insiemi ai quali la nozione di volume non può essere applicata, nonostante sia l'insieme di partenza (la prima sfera) sia quello d'arrivo (la coppia di sfere) abbiano invece un volume ben definito.
La dimostrazione dell'esistenza di insiemi il cui volume non può essere definito era già stata ottenuta da Giuseppe Vitali con l'esempio dell'insieme di Vitali; tuttavia nell'insieme di Vitali viene fatta una decomposizione in un numero infinito (numerabile) di parti, mentre nel paradosso di Banach-Tarski la suddivisione è in un numero finito di parti.
Infine, è utile osservare che sia la costruzione di Vitali sia quella di Banach-Tarski si basano sull'assioma della scelta: è stato dimostrato che se non si utilizza tale assioma allora non è possibile costruire l'insieme di Vitali né dimostrare il paradosso di Banach-Tarski.

## Impostazione formale
Supponiamo che {\displaystyle G} sia un gruppo che agisce su un insieme {\displaystyle X}. Nel caso speciale più importante, {\displaystyle X} è uno spazio euclideo n-dimensionale, e {\displaystyle G} consiste in tutte le isometrie di {\displaystyle X}, cioè le trasformazioni biunivoche di {\displaystyle X} in se stesso che preservano le distanze. Due figure geometriche che possono essere trasformate l'una nell'altra vengono chiamate congruentiː questa terminologia sarà estesa alla {\displaystyle G}-azione generale. Due sottoinsiemi {\displaystyle A} e {\displaystyle B} di {\displaystyle X} sono chiamati {\displaystyle G}-equiscomponibili, o equiscomponibili rispetto a {\displaystyle G}, se {\displaystyle A} e {\displaystyle B} possono essere partizionati nello stesso numero finito di pezzi {\displaystyle G}-congruenti. Ciò definisce una relazione di equivalenza, indicata col simbolo {\displaystyle \sim }, tra tutti i sottoinsiemi di {\displaystyle X}. Formalmente, se
{\displaystyle A=\bigcup _{i=1}^{k}A_{i},\quad B=\bigcup _{i=1}^{k}B_{i},\quad A_{i}\cap A_{j}=B_{i}\cap B_{j}=\emptyset {\text{ per ogni }}1\leq i<j\leq k,}
e ci sono elementi {\displaystyle g_{1},...,g_{k}} di {\displaystyle G} tali che per ogni {\displaystyle i} tra {\displaystyle 1} e {\displaystyle k}, {\displaystyle g_{i}(A_{i})=B_{i}}, allora si dice che {\displaystyle A} e {\displaystyle B} sono {\displaystyle G}-equiscomponibili usando {\displaystyle k} pezzi. Un insieme {\displaystyle E} viene chiamato paradossale se ha due sottoinsiemi disgiunti {\displaystyle A} e {\displaystyle B} tali che {\displaystyle A} {\displaystyle \sim } {\displaystyle E} e {\displaystyle B} {\displaystyle \sim } {\displaystyle E}.
Usando questa terminologia il paradosso di Banach-Tarski può essere riformulato come segue:
«Una palla a tre dimensioni euclidee è equiscomponibile a due copie di se stessa».